# Hung Up
Hung Up – singel amerykańskiej piosenkarki Madonny. Pochodzi z albumu Confessions on a Dance Floor, wydanego 15 listopada 2005 roku. Został wydany jako pierwszy singel z tego albumu i stał się jednym z najlepiej sprzedających się singli Madonny, plasując się na szczytach list przebojów w czterdziestu jeden krajach. 
Autorami piosenki są: Madonna, brytyjski muzyk Stuart Price oraz byli członkowie zespołu ABBA – Benny Andersson i Björn Ulvaeus. Utwór ten powraca do rytmiki i muzyki tanecznej, jaką piosenkarka prezentowała na początku swej kariery. 
Muzyka piosenki zawiera w linii melodycznej sampel z piosenki szwedzkiego zespołu ABBA pt. "Gimme! Gimme! Gimme! (A Man After Midnight)". Jest to drugi w historii przypadek, gdy byli członkowie zespołu wyrazili zgodę na samplowanie swoich utworów.

## Lista utworów i formaty singla
2-ścieżkowy Promo CD-Singel
1. Hung Up (Radio Version) – 3:23
2. Hung Up (Album Version) – 5:37

UK 3-ścieżkowy CD-Singel
1. Hung Up (Radio Version) – 3:23
2. Hung Up (Tracy Young's Get Up and Dance Groove Edit) – 4:15
3. Hung Up (SDP Extended Vocal) – 7:57

Amerykański 6-ścieżkowy CD-Maxi Singel
1. Hung Up (Radio Version) – 3:23
2. Hung Up (SDP Extended Vocal) – 7:57
3. Hung Up (Tracy Young's Get Up and Dance Groove Edit) – 4:15
4. Hung Up (Bill Hamel Remix) – 6:58
5. Hung Up (Chus & Ceballos Remix) – 10:21
6. Hung Up (SDP Extended Dub) – 7:57

## Remiksy utworu
- Hung Up (SDP Extended Vocal) – 7:56
- Hung Up (SDP Extended Dub) – 7:56
- Hung Up (SDP Extended Vocal Edit) – 4:57
- Hung Up (Tracy Young's Get Up And Dance Groove Mix) – 9:02
- Hung Up (Tracy Young's Get Up And Dance Groove Edit) – 4:15
- Hung Up (Bill Hamel Remix) – 6:58
- Hung Up (Bill Hamel Remix Edit) – 4:59
- Hung Up (Chus & Ceballos Remix) – 10:23
- Hung Up (Chus & Ceballos Remix Edit) – 5:00
- Hung Up (L.E.X Massive Club Mix) – 8:50
- Hung Up (Archigram Remix) – 6:58
- Hung Up (Boot Inc. Remix) – 8:00
- Hung Up (Banana Inc. Club Mix) – 5:10
- Hung Up (Madonna vs. Clash) – 6:38
- Hung Up (Madonna vs. New Order – Short) – 3:56
- Hung Up (Madonna vs. New Order – Long) – 9:08
- Hung Up (Madonna vs. KI) – 7:09
- Hung Up (Madonna vs. 32nd Avenue) – 8:08
- Hung Up (Unkle Funk Remix) – 5:38
- Hung Up (Chad Delano Remix) – 7:19
- Hung Up (Ornique's Remix) – 6:41
- Hung Up (Idaho's Phone Box Mix) – 8:47
- Hung Up (Idaho's Phone Box Dub) – 9:48
- Hung Up (Idaho's Phone Box Beats) – 3:40
- Hung Up (Idaho's Mirrorball Club Mix) – 7:56
- Hung Up (Idaho's Mirrorball Club Edit) – 4:00
- Hung Up (Idaho's Clubbing Dub) – 8:59
- Hung Up (Ranny & Gustavo Assis Stereo Dub) – 7:30

## Listy przebojów
| Kraj              | Najwyższa pozycja lista sprzedaży | Najwyższa pozycja lista airplay |
| ----------------- | --------------------------------- | ------------------------------- |
| Australia         | 1                                 |                                 |
| Austria           | 1 (6 tygodni)                     | 1 (4 tygodnie)                  |
| Belgia (Flandria) | 1 (3 tygodnie)                    | 1 (8 tygodni)                   |
| Belgia (Walonia)  | 1 (9 tygodni)                     | 1 (8 tygodni)                   |
| Brazylia          | 1                                 |                                 |
| Chile             | 1                                 | 1                               |
| Dania             | 1                                 | 1                               |
| Europa            | 1 (12 tygodni)                    | 1 (10 tygodni)                  |
| Finlandia         | 1 (2 tygodnie)                    | 1 (6 tygodni)                   |
| Francja           | 1 (5 tygodni)                     | 1                               |
| Grecja            | 2 (5 tygodni)                     | 2 (3 tygodnie)                  |
| Hiszpania         | 1 (9 tygodni)                     | 1 (10 tygodni)                  |
| Holandia          | 1 (4 tygodnie)                    | 3 (4 tygodnie)                  |
| Irlandia          | 2 (3 tygodnie)                    | 1 (6 tygodni)                   |
| Japonia           | 1                                 | 1 (11 tygodni)                  |
| Kanada            | 1 (15 tygodni)                    | 1 (4 tygodnie)                  |
| Niemcy            | 1 (9 tygodni)                     | 1 (7 tygodni)                   |
| Norwegia          | 1 (5 tygodni)                     | 1 (8 tygodni)                   |
| Nowa Zelandia     | 2                                 |                                 |
| Stany Zjednoczone | 7 (2 tygodnie)                    | 42                              |
| Szwajcaria        | 1 (7 tygodni)                     | 1 (10 tygodni)                  |
| Szwecja           | 1 (5 tygodni)                     | 1 (8 tygodni)                   |
| Węgry             | 1 (12 tygodni)                    | 1 (14 tygodni)                  |
| Wielka Brytania   | 1 (3 tygodnie)                    | 1 (8 tygodni)                   |
| Włochy            | 1 (14 tygodni)                    | 1 (7 tygodni)                   |

## Certyfikaty i sprzedaż
| Kraj              | Certyfikat          | Sprzedaż  |
| ----------------- | ------------------- | --------- |
| Australia         | platynowa płyta     | 70 000    |
| Austria           | -                   | 15 000    |
| Belgia            | -                   | 15 000    |
| Dania             | 3 x platynowa płyta | 24 000    |
| Francja           | diamentowa płyta    | 600 000   |
| Irlandia          | -                   | 20 000    |
| Japonia           | 2 x platynowa płyta | 500 000   |
| Kanada            | -                   | 40 000    |
| Niemcy            | 3 x platynowa płyta | 450 000   |
| Stany Zjednoczone | platynowa płyta     | 1 080 000 |
| Szwajcaria        | -                   | 20 000    |
| Szwecja           | 2 x platynowa płyta | 40 000    |
| Węgry             | -                   | 15 000    |
| Wielka Brytania   | -                   | 470 000   |
| Włochy            | 2 x platynowa płyta | 160 000   |

Razem: ponad 3 300 000 egzemplarzy.